# Angraecum infundibulare
Angraecum infundibulare es una orquídea epifita originaria de  África tropical.

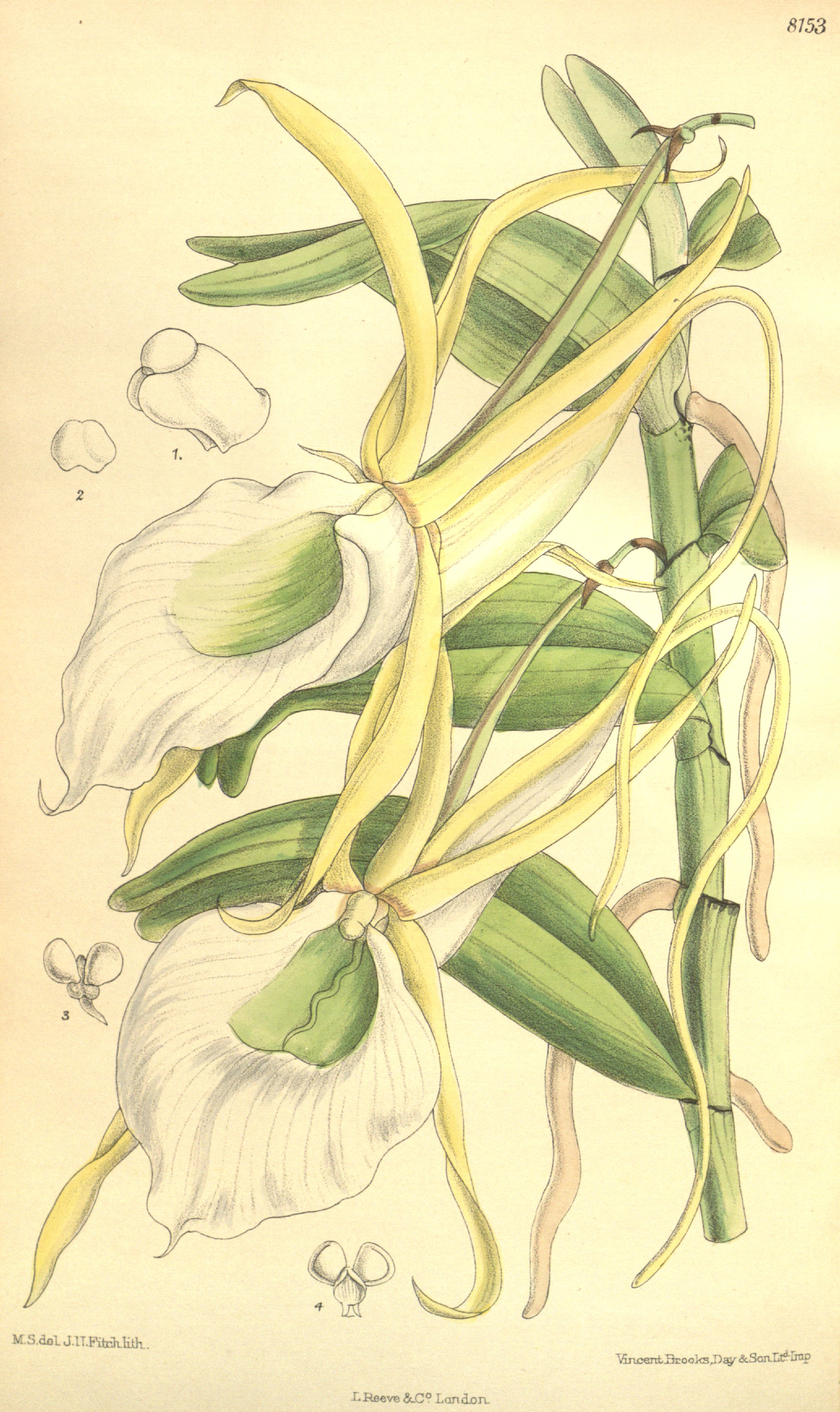
Ilustración

## Distribución y hábitat
Se encuentra en Nigeria, Camerún, Congo, República Democrática del Congo, Etiopía, Uganda y Kenia en las selvas cálidas y húmedas en alturas de hasta 1350 metros.

## Descripción
Es una orquídea de tamaño grande que prefiere el clima cálido al fresco, es una especie epifita monopodial con un tallo alargado, cilíndrico, rara vez ramificado envuelto por las vainas de las hojas y las raíces, las hojas son estrechamente oblongo-elípticas u oblanceoladas, el ápice desigualmente bilobulado. Florece en una inflorescencia colgante, de 15 a 20 cm de largo, con brácteas, con  flores solitarias, de 8.75 cm en vertical x 15 a 20 cm en horizontal, son duraderas, muy fragantes y de tacto ceroso. Se producen en el otoño y el invierno.

## Cultivo
Dado que esta especie tiene raíces a lo largo del tallo, es mejor que se encuentre en  una maceta con un palo de musgo [para la escalada de la planta].
Crecen en condiciones intermedias de sombra y calor. Necesitan un medio de corteza de abeto o de musgo arborescente completo y proporcionarle agua regularmente. La planta se encuentra en mejores condiciones si se encuentra colgada.

## Taxonomía
Angraecum infundibulare fue descrita por John Lindley y publicado en Journal of the Linnean Society, Botany 6: 136. 1862.
Etimología
Angraecum: nombre genérico que se refiere en malayo a su apariencia similar a las Vanda.
infundibulare: epíteto latino que significa "con forma de embudo" (el labio).
Sinonimia
- Angorchis infundubularis (Lindl.) Kuntze 1891
- Mystacidium infundibulare [Lindl.] Rolfe 1898[1][5][6]